# Atletika na Letních olympijských hrách 2016 – muži, skok o tyči
| 100 m          | muži | ženy |
| 200 m          | muži | ženy |
| 400 m          | muži | ženy |
| 800 m          | muži | ženy |
| 1500 m         | muži | ženy |
| 5 000 m        | muži | ženy |
| 10 000 m       | muži | ženy |
| Maraton        | muži | ženy |
| 100 m překážek |      | ženy |
| 110 m překážek | muži |      |
| 400 m překážek | muži | ženy |
| Steeplechase   | muži |      |
| chůze na 20 km | muži | ženy |
| chůze na 50 km | muži |      |
| Dálka          | muži | ženy |
| Trojskok       | muži | ženy |
| Výška          | muži | ženy |
| Tyč            | muži | ženy |
| Koule          | muži | ženy |
| Disk           | muži | ženy |
| Oštěp          | muži | ženy |
| Kladivo        | muži | ženy |
| Sedmiboj       |      | ženy |
| Desetiboj      | muži |      |
| 4×100 m        | muži | ženy |
| 4×400 m        | muži | ženy |

 Skok o tyči mužů na Letních olympijských hrách 2016 se uskutečnil od 13. do 15. srpna na Olympijském stadionu v Riu de Janeiru.

## Medailisté
| Zlatá medaile    | Thiago Braz da Silva · Brazílie        |
| Stříbrná medaile | Renaud Lavillenie · Francie            |
| Bronzová medaile | Sam Kendricks · Spojené státy americké |

## Rekordy
Před startem soutěže byly platné rekordy následující:
| Světový rekord           | Renaud Lavillenie (CUB) | 6,16 m | Doněck, Ukrajina              | 15. únor 2014     |
| Olympijský rekord        | Renaud Lavillenie (USA) | 5,97 m | Londýn, Spojené království    | 10. srpen 2012    |
| Nejlepší výkon roku 2016 | Renaud Lavillenie (FRA) | 5,96 m | Sotteville-lès-Rouen, Francie | 18. červenec 2016 |

Olympijský rekord byl během soutěže dvakrát překonán.
| Datum     | Fáze soutěže | Skokan                     | Výška  | Rekord |
| --------- | ------------ | -------------------------- | ------ | ------ |
| 15. srpen | finále       | Renaud Lavillenie (FRA)    | 5,98 m | OR     |
| 15. srpen | finále       | Thiago Braz da Silva (BRA) | 6,03 m | OR     |

## Kalendář
Pozn. Všechny časy jsou v brazilském čase (UTC-3).
| Datum                  | Čas   | Kolo        |
| ---------------------- | ----- | ----------- |
| Sobota 13. srpna 2016  | 20:20 | Kvalifikace |
| Pondělí 15. srpna 2016 | 20:35 | Finále      |

## Výsledky
- Q Přímý postup po splnění kvalifikačního limitu
- q Dodatečný postup pro doplnění počtu účastníků finále na 12
- DNS Nestartoval
- DNF Nedokončil
- DSQ Diskvalifikován
- NM Žádný platný pokus
- x Neplatný pokus

- PB osobní rekord
- SB nejlepší výkon sezóny
- NR národní rekord
- CR kontinentální rekord
- OR olympijský rekord
- WR světový rekord

### Kvalifikace
Kvalifikační limit byl stanoven na 5,75 m. Na každé postupné výšce měli účastníci tři pokusy. Jelikož výšku 5,70 m úspěšně přeskočilo pouze 9 skokanů, laťka ve výšce kvalifikačního limitu se již nezdolávala. Do finále postoupilo 9 skokanů, kteří zdolali výšku 5,70 m a tři skokani s nejlepším zápisem na nižších výškách.
| Poř. | Skupina | Skokan                    | Země                   | 5,30 | 5,45 | 5,60 | 5,70 | Výsledek | Pozn. |
| ---- | ------- | ------------------------- | ---------------------- | ---- | ---- | ---- | ---- | -------- | ----- |
| 1    | A       | Sam Kendricks             | Spojené státy americké | o    | o    | o    | o    | 5,70     | q     |
| 2    | B       | Konstadinos Filippidis    | Řecko                  | o    | o    | xo   | o    | 5,70     | q     |
| 3    | B       | Thiago Braz da Silva      | Brazílie               | –    | xx   | o    | o    | 5,70     | q     |
| 4    | A       | Renaud Lavillenie         | Francie                | –    | –    | –    | xo   | 5,70     | q     |
| 4    | A       | Xue Changrui              | Čína                   | –    | o    | o    | xo   | 5,70     | q     |
| 6    | A       | Piotr Lisek               | Polsko                 | –    | o    | xo   | xo   | 5,70     | q     |
| 7    | B       | Shawnacy Barber           | Kanada                 | –    | xxo  | o    | xo   | 5,70     | q     |
| 7    | A       | Germán Chiaraviglio       | Argentina              | o    | o    | xxo  | xo   | 5,70     | q, SB |
| 7    | A       | Jan Kudlička              | Česko                  | o    | o    | xxo  | xo   | 5,70     | q     |
| 10   | B       | Michal Balner             | Česko                  | o    | o    | o    | xxx  | 5,60     | q     |
| 10   | A       | Pauls Pujāts              | Lotyšsko               | o    | o    | o    | xxx  | 5,60     | q     |
| 10   | A       | Daichi Sawano             | Japonsko               | –    | o    | o    | xxx  | 5,60     | q     |
| 13   | A       | Robert Sobera             | Polsko                 | o    | x    | o    | xxx  | 5,60     |       |
| 14   | B       | Yao Jie                   | Čína                   | –    | xo   | xo   | xxx  | 5,60     |       |
| 15   | A       | Kurtis Marschall          | Austrálie              | o    | o    | xxo  | xxx  | 5,60     |       |
| 16   | B       | Mareks Ārents             | Lotyšsko               | o    | o    | xxx  |      | 5,45     |       |
| 16   | B       | Huang Bokai               | Čína                   | o    | o    | xxx  |      | 5,45     |       |
| 16   | B       | Stanley Joseph            | Francie                | o    | o    | xxx  |      | 5,45     |       |
| 16   | B       | Kévin Menaldo             | Francie                | –    | o    | xr   |      | 5,45     |       |
| 16   | B       | Paweł Wojciechowski       | Polsko                 | o    | o    | xxx  |      | 5,45     |       |
| 21   | A       | Hiroki Ogita              | Japonsko               | xo   | o    | xxx  |      | 5,45     |       |
| 22   | A       | Luke Cutts                | Velká Británie         | o    | xo   | xxx  |      | 5,45     |       |
| 22   | A       | Augusto Dutra de Oliveira | Brazílie               | o    | xo   | xxx  |      | 5,45     |       |
| 22   | B       | Robert Renner             | Slovinsko              | o    | xo   | xxx  |      | 5,45     |       |
| 25   | A       | Tobias Scherbarth         | Německo                | xo   | xo   | xxx  |      | 5,45     |       |
| 26   | A       | Raphael Holzdeppe         | Německo                | –    | xxo  | xxx  |      | 5,45     |       |
| 27   | B       | Ivan Horvat               | Chorvatsko             | o    | xxx  |      |      | 5,30     |       |
| 28   | B       | Logan Cunningham          | Spojené státy americké | xxo  | xxx  |      |      | 5,30     |       |
| 28   | B       | Karsten Dilla             | Německo                | xxo  | xxx  |      |      | 5,30     |       |
| 28   | B       | Cale Simmons              | Spojené státy americké | xxo  | xxx  |      |      | 5,30     |       |
| –    | B       | Seito Yamamoto            | Japonsko               | –    | xxx  |      |      | NM       |       |
| –    | A       | Melker Svärd Jacobsson    | Švédsko                |      |      |      |      | DNS      |       |

### Finále
Finále bylo zhruba na hodinu přerušeno kvůli bouřce nad stadionem. Hned dvakrát byl v průběhu finále překonán olympijský rekord. Renaud Lavillenie nejprve skočil 5,98 m, čímž zlepšil svůj vlastní rekord z LOH 2012 v Londýně o 1 cm. Následně jej však překonal domácí brazilský skokan Thiago Braz da Silva, který celou soutěž vyhrál výkonem 6,03 m.
| Poř.             | Skokan                 | Země                   | 5,50 | 5,65 | 5,75 | 5,85 | 5,93 | 5,98 | 6,03 | 6,08 | Výsledek | Pozn.  |
| ---------------- | ---------------------- | ---------------------- | ---- | ---- | ---- | ---- | ---- | ---- | ---- | ---- | -------- | ------ |
| Zlatá medaile    | Thiago Braz da Silva   | Brazílie               | –    | o    | xo   | o    | xo   | –    | xo   |      | 6,03     | OR, CR |
| Stříbrná medaile | Renaud Lavillenie      | Francie                | –    | –    | o    | o    | o    | o    | xx–  | x    | 5,98     |        |
| Bronzová medaile | Sam Kendricks          | Spojené státy americké | o    | xo   | x–   | o    | xxx  |      |      |      | 5,85     |        |
| 4                | Jan Kudlička           | Česko                  | o    | o    | o    | x–   | xx   |      |      |      | 5,75     |        |
| 4                | Piotr Lisek            | Polsko                 | o    | o    | o    | x–   | xx   |      |      |      | 5,75     |        |
| 6                | Xue Changrui           | Čína                   | xxo  | xxo  | xx–  | x    |      |      |      |      | 5,65     |        |
| 7                | Michal Balner          | Česko                  | o    | xxx  |      |      |      |      |      |      | 5,50     |        |
| 7                | Konstadinos Filippidis | Řecko                  | o    | xxx  |      |      |      |      |      |      | 5,50     |        |
| 7                | Daichi Sawano          | Japonsko               | o    | xxx  |      |      |      |      |      |      | 5,50     |        |
| 10               | Shawnacy Barber        | Kanada                 | xo   | xxx  |      |      |      |      |      |      | 5,50     |        |
| 11               | Germán Chiaraviglio    | Argentina              | xxo  | xxx  |      |      |      |      |      |      | 5,50     |        |
| –                | Pauls Pujāts           | Lotyšsko               | xxx  |      |      |      |      |      |      |      | NM       |        |